# Dorcadion coiffaiti
Dorcadion coiffaiti är en skalbaggsart som beskrevs av Stefan von Breuning 1962. Dorcadion coiffaiti ingår i släktet Dorcadion och familjen långhorningar. Inga underarter finns listade i Catalogue of Life.